# Euroholding
Euroholding este un grup de companii din Italia.
Face parte din grupul italian Industrie Mauricio Peruzzo, unul dintre cei mai importanți producători de textile la nivel mondial.
Industrie Maurizio Peruzzo (IMP), fondat în urmă cu 50 de ani, reunește circa 28 de companii și 24 de fabrici.

## Euroholding în România
Euroholding a intrat în România în anul 1994 și activează în principal în zona Banatului.
Grupul are în România o prezență puternică în sectorul de construcții, unde activează prin compania Euroconstruct (achiziționată în 1995), Europrefabricate (prefabricate), Europroducts (betoane) și Eurodesign (companie de proiectare), dar și în industria de textile prin companiile IMP Timișoara și Netex Bistrița.
Grupul deține și un atelier de producție de tâmplărie PVC și aluminiu și un atelier de confecții metalice, prin intermediul companiei Eurologistica.
Compania IMP Timișoara (înființată în 1994) produce țesături nețesute și vată pentru industria mobilei și pentru sectorul textil, iar compania Netex Bistrița (înființată în 2002) produce țesături nețesute pentru industria auto sau a mobilei, geotextile, confecții sau materiale filtrante.
Printre clienții cei mai importanți ai Netex se numără Automobile Dacia, parte a grupului francez Renault.
În mai 2007, Euroholding a cumpărat compania Marcora Construcții România, subsidiara locală a grupului italian Marcora, într-o tranzacție estimată la 12 milioane de euro.
La sfârșitul anului 2008, Euroholding a intrat pe sectorul de infrastructură și a început investiții de 15 milioane euro în două fabrici de prefabricate și betoane.
Euroconstruct, principala companie a grupului în România, a generat în anul 2008 afaceri de 50 de milioane de euro.
Număr de angajați în 2009: 1.300
Cifra de afaceri:
- 2010: 75 milioane euro[7]
- 2009: 65 milioane euro[1]
- 2008: 132 milioane euro[6]
- 2006: 150 milioane euro[8]